# Scottdale (Geòrgia)
Scottdale és una concentració de població designada pel cens dels Estats Units a l'estat de Geòrgia. Segons el cens del 2000 tenia 9.803 habitants.

## Demografia
Segons el cens del 2000, Scottdale tenia 9.803 habitants, 4.010 habitatges, i 2.201 famílies. La densitat de població era de 1.087,6 habitants/km².
Dels 4.010 habitatges en un 26,3% hi vivien nens de menys de 18 anys, en un 29,8% hi vivien parelles casades, en un 20,1% dones solteres, i en un 45,1% no eren unitats familiars. En el 30,5% dels habitatges hi vivien persones soles el 5,5% de les quals corresponia a persones de 65 anys o més que vivien soles. El nombre mitjà de persones vivint en cada habitatge era de 2,44 i el nombre mitjà de persones que vivien en cada família era de 3,15.
Per edats la població es repartia de la següent manera: un 24,5% tenia menys de 18 anys, un 12% entre 18 i 24, un 39,3% entre 25 i 44, un 16,7% de 45 a 60 i un 7,5% 65 anys o més.
L'edat mediana era de 31 anys. Per cada 100 dones de 18 o més anys hi havia 86,4 homes.
La renda mediana per habitatge era de 37.731 $ i la renda mediana per família de 33.521 $. Els homes tenien una renda mediana de 32.489 $ mentre que les dones 29.813 $. La renda per capita de la població era de 19.262 $. Entorn del 17,3% de les famílies i el 20,4% de la població estaven per davall del llindar de pobresa.

## Poblacions més properes
El següent diagrama mostra les poblacions més properes.